# Rue Saint-Marc (Strasbourg)
Pour les articles homonymes, voir Rue Saint-Marc.
La rue Saint-Marc  (en alsacien : Marxgässel) est une voie de Strasbourg, rattachée administrativement au quartier Gare - Kléber. 

## Situation et accès
Située dans le quartier historique Finkwiller, à proximité des Ponts couverts, elle s'ouvre dans la rue Finkwiller en deux endroits et reçoit plusieurs petites rues, la rue de la Question à l'ouest, la ruelle du Pâtre au centre et la ruelle de la Cuiller-à-Pot à l'est. Chacune de ces voies donne également sur la rue Finkwiller. La rue Saint-Marc se prolonge au sud par la rue des Greniers, désignée comme le « cul-de-sac Saint-Marc » au XVIIIe et au XIXe siècle.

## Origine du nom

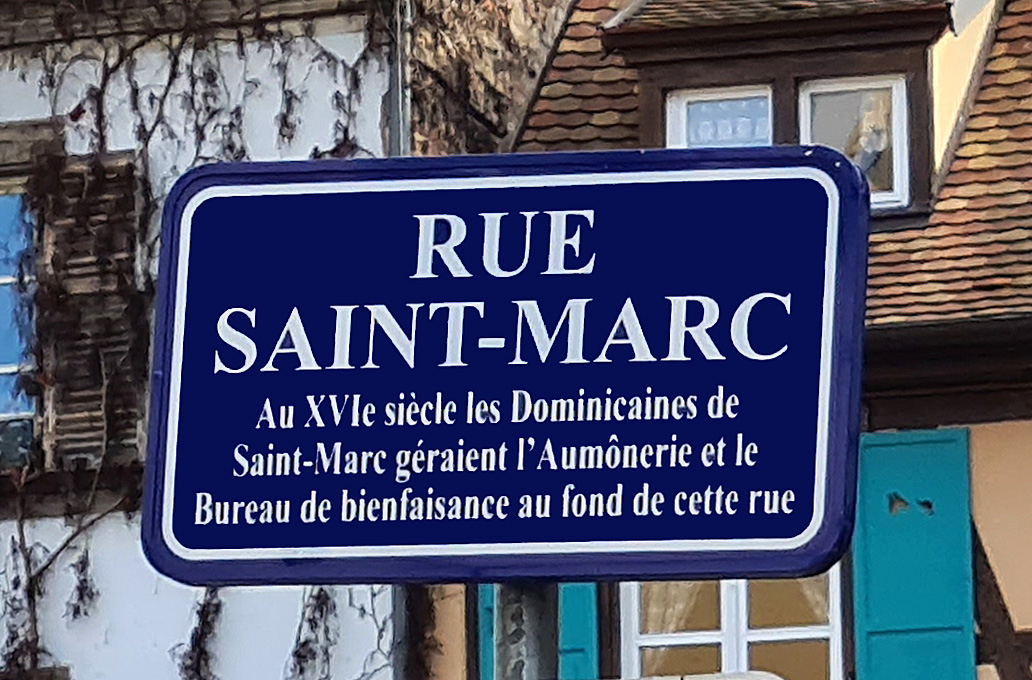
Plaque.

Comme en témoigne une plaque, la rue a été nommée ainsi en hommage à l'aumônerie et au bureau de bienfaisance que géraient les Dominicaines de Saint-Marc au XVIe siècle au fond de la rue. L'institution, fondée en 1529 par le Magistrat, est d'abord établie dans le couvent de Saint-Marc. En 1687 elle est transférée dans l'ancien « hôpital des vénériens » (Blatterhaus) et prend alors le nom d'« aumônerie de Saint-Marc ».
La voie a porté successivement différents noms : Gesselin gegen dem Lumbartshof (1450), gegen dem Bloterhaus (1550), Ochsengässlein (1786, 1817), ruelle de l'Humanité (1794). Impasse Saint Marc apparaît en 1856, suivi de Sankt-Marxgasse (1872 et 1940). En 1918, puis depuis 1945, elle devient la rue Saint-Marc,.

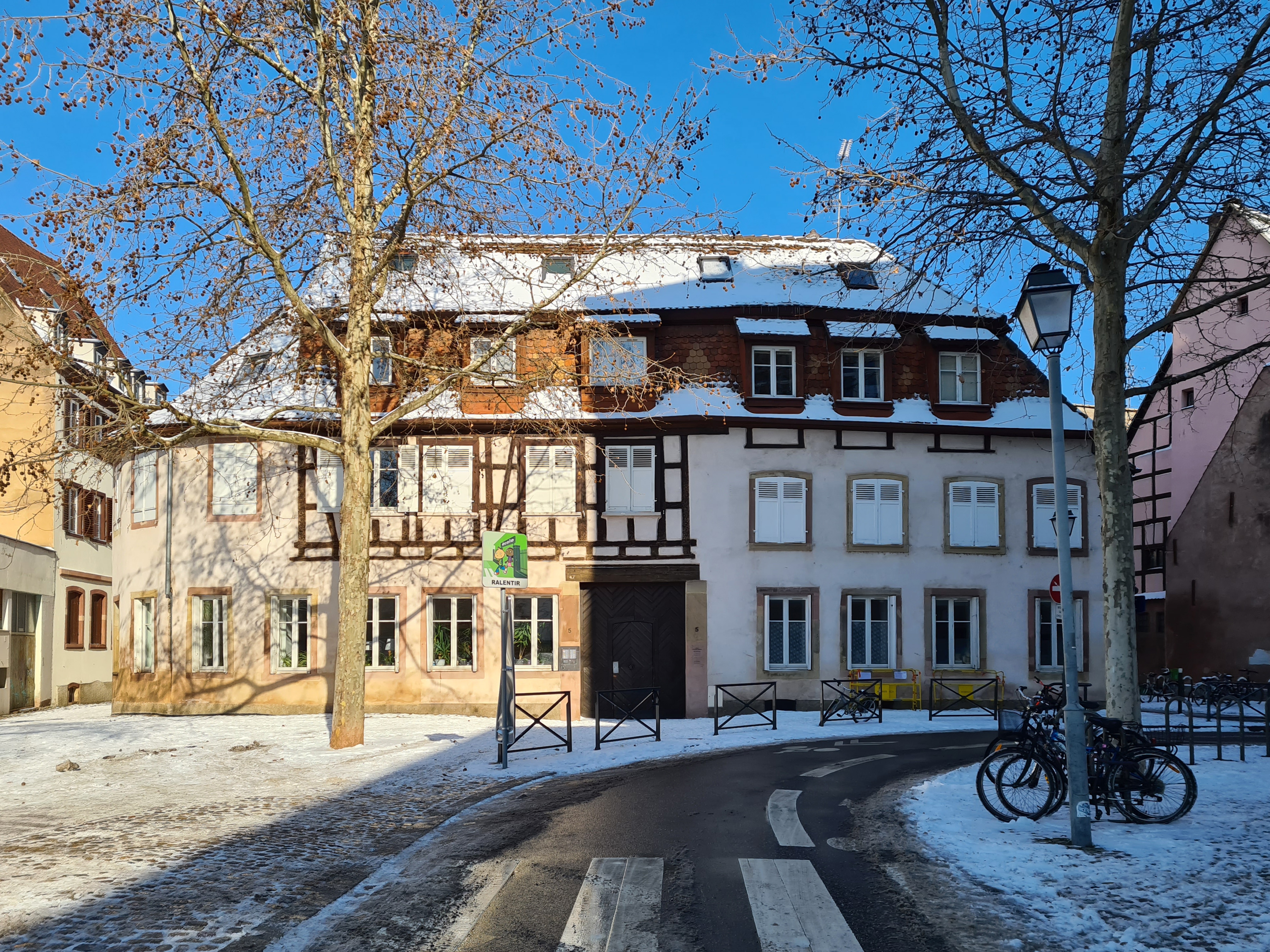
Le no 5, depuis la rue des Greniers.

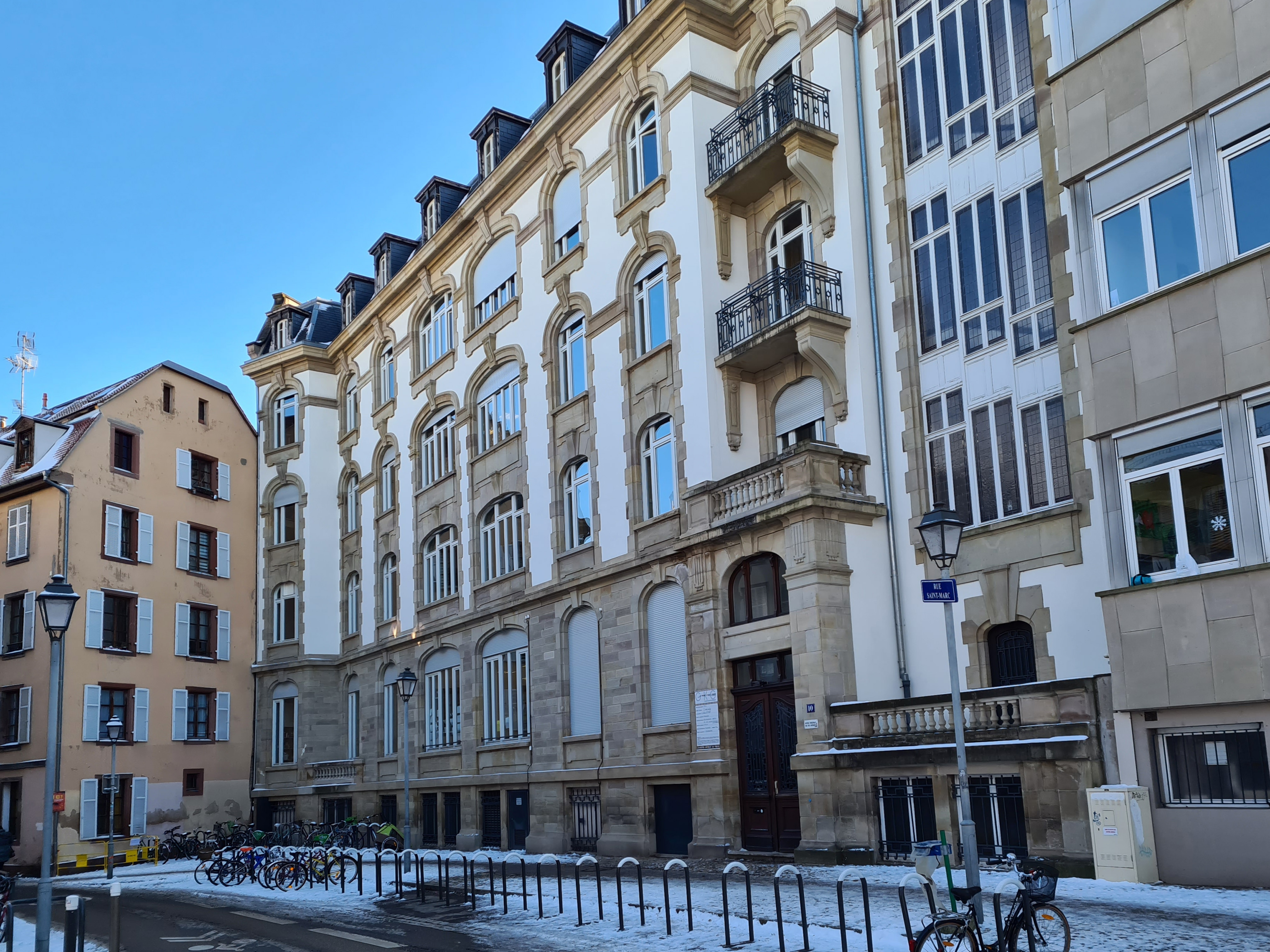
Bâtiment historique du collège (no 10).

## Bâtiments remarquables
no 5Cette maison à colombages, présumée du milieu du XIXe siècle, se situe dans la fourche que forme la rue au sud, avant de repartir vers l'est. À sa droite s'ouvre la ruelle du Pâtre.
no 10 (Collège Lucie Berger)De style éclectique, le bâtiment historique de l'établissement scolaire a été construit sur le terrain des anciens nos 10, 12 et 14, démolis vers 1905, tandis qu'une partie du terrain était réunie à la voie publique. Sur l'emplacement du no 12 se trouvait une maison dont la porte cochère portait le millésime 1687,.

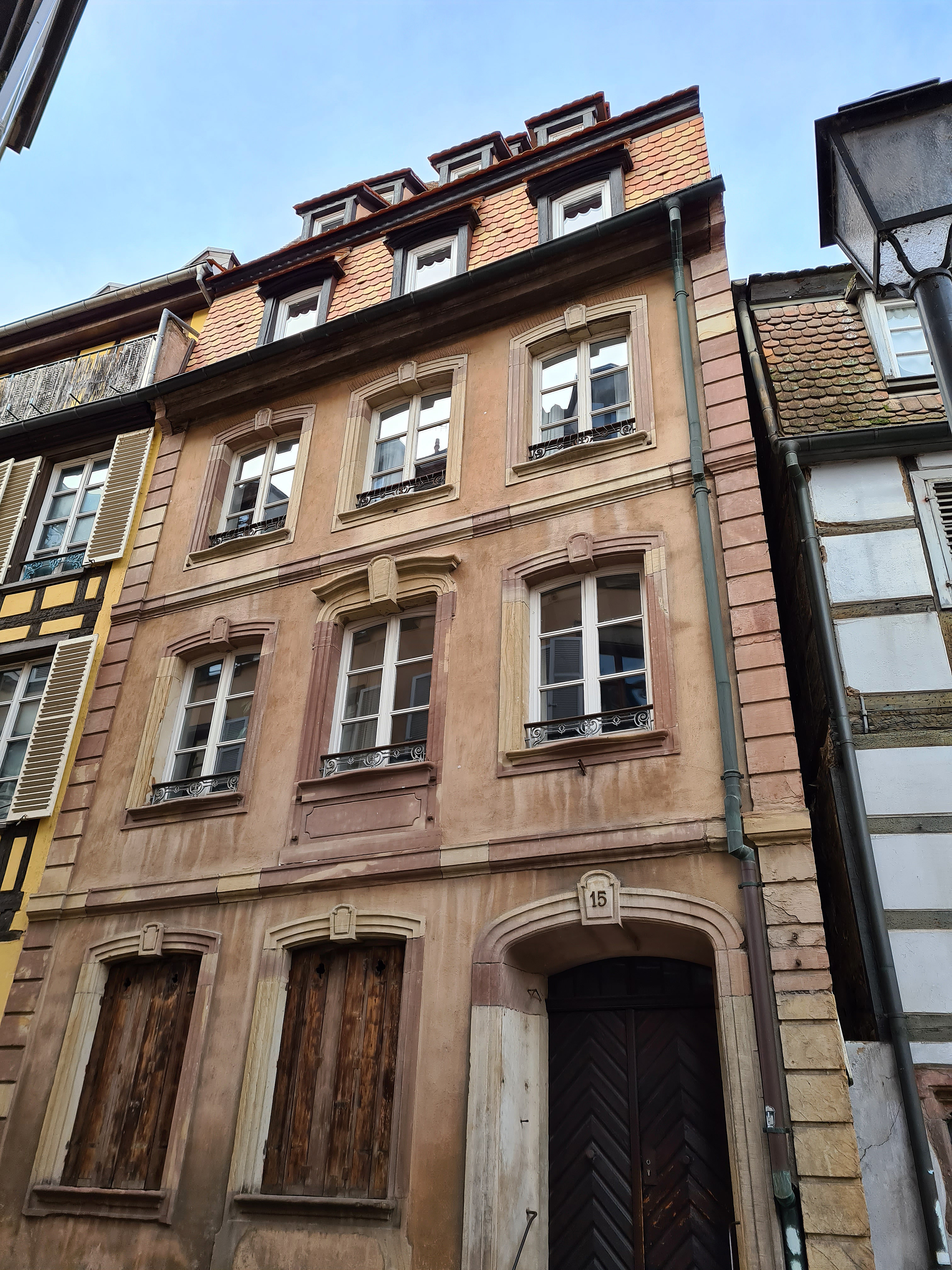
Façade du XVIIIe siècle au no 15.

no 15C'est une maison Louis XV datant du milieu du XVIIIe siècle.

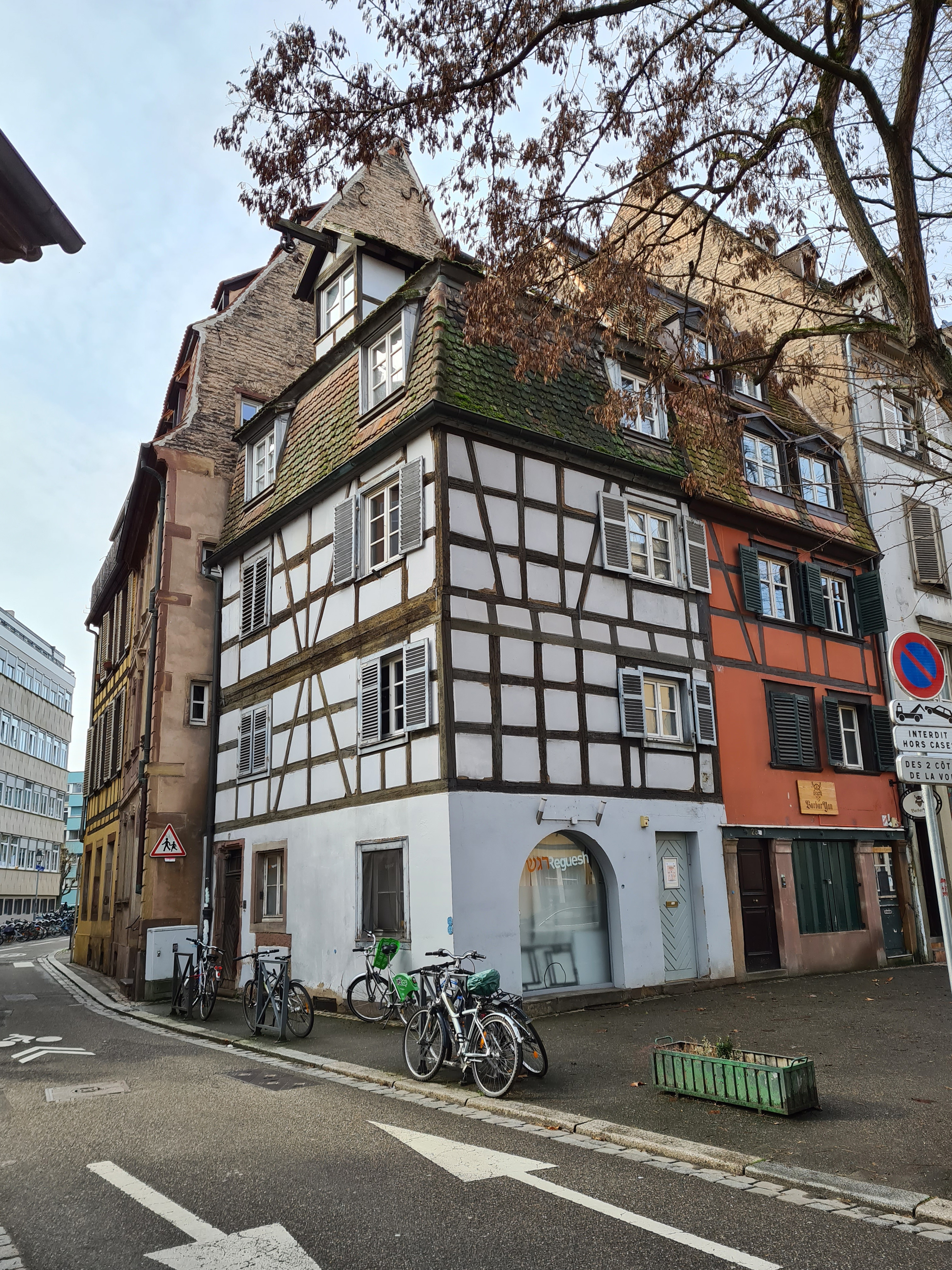
Le no 17, à l'angle de la rue Finkwiller.

no 17Formant l'angle avec l'actuelle rue Finkwiller, côté est, une maison est attestée en 1694 lorsque la fondation Saint-Marc la vend à un tonnelier. Sur le plan-relief de 1727, elle ne possède qu'un étage. À la fin du XIXe siècle un deuxième étage et des mansardes sont ajoutés.
no 21À cet endroit se trouvait une maison dite « à la Mouche », ou plus tard « auberge à la Mouche », qui portait le millésime 1574 au-dessus de la porte d'entrée. En 1789 elle est à nouveau occupée par une auberge. Après de nombreuses transactions et transformations, la maison est finalement démolie en 1904 et le sol réuni à la voie publique.